# 만두민 ManDooMiN
만두민 ManDooMiN은 대한민국의 게임 유튜버이다. 주된 영상 소재는 마인크래프트 건축과 관련된 내용이며, 2025년 8월 21일 현재 구독자수가 332만명이다.